# Alimentació animal
La nutrició animal es dedica a l'estudi de l'alimentació dels animals. Normalment per a la seva cria per a ús humà, encara que també s'utilitza per recuperar animals salvatges protegits.
A la cria amb fins econòmics, a més de conservar la salut de l'animal el coneixement de la nutrició animal té efectes desitjables. Des de la maximització de conversió d'aliment que se li subministra a l'animal de carn, llet o un altre producte que es desitgi obtenir fins al grau d'impacte que produeixen els animals en l'ambient (per exemple l'emissió de metà produïda pels remugants depèn molt de la seva alimentació).

## Diferències amb els humans
Els humans som éssers vius i tenim certes similituds a les nostres necessitats nutritives però a mesura que el nostre parentiu genètic es va allunyant les necessitats difereixen.
Els humans som uns dels pocs animals que necessiten vitamina C. Tot i que compartim la majoria de les necessitats vitamíniques amb els altres mamífers. En el cas dels remugants, contenen una flora intestinal que produeix totes les vitamines del grup B i altres com la K.
Els remugants poden seguir una dieta gairebé sense proteïnes si tenen una font de NNP. Encara que se sol utilitzar Urea d'origen fòssil, es podria utilitzar orina com a complement. De fet s'arriba a utilitzar fems d'animals monogàstrics com a part de la seva alimentació.
A més, els remugants poden aprofitar substàncies que els humans i altres animals no poden utilitzar, per això es pot utilitzar el fems com a suplement alimentari. A part del NNP, pot obtenir fòsfor del fitats, utilitzar els hidrats de carboni de la fibra alimentària (pectina, cel·lulosa, hemicel·lulosa)
També es pot donar el cas que substàncies innòcues per humans siguin tòxiques per a altres animals i viceversa. La teobromina de la xocolata és molt més tòxica per a gossos i gats. Les ametlles són tòxiques per a les gallines com ho són per als humans altres fruits de la família de l'ametller, com la llavor que conté el pinyol del préssec
En canvi, molts ocells mengen el fruit del grèvol tòxic per als humans. La llavor del cotó és tòxica per als humans, però pot ser consumida pels remugants.